# エルサレム国際ブックフェア

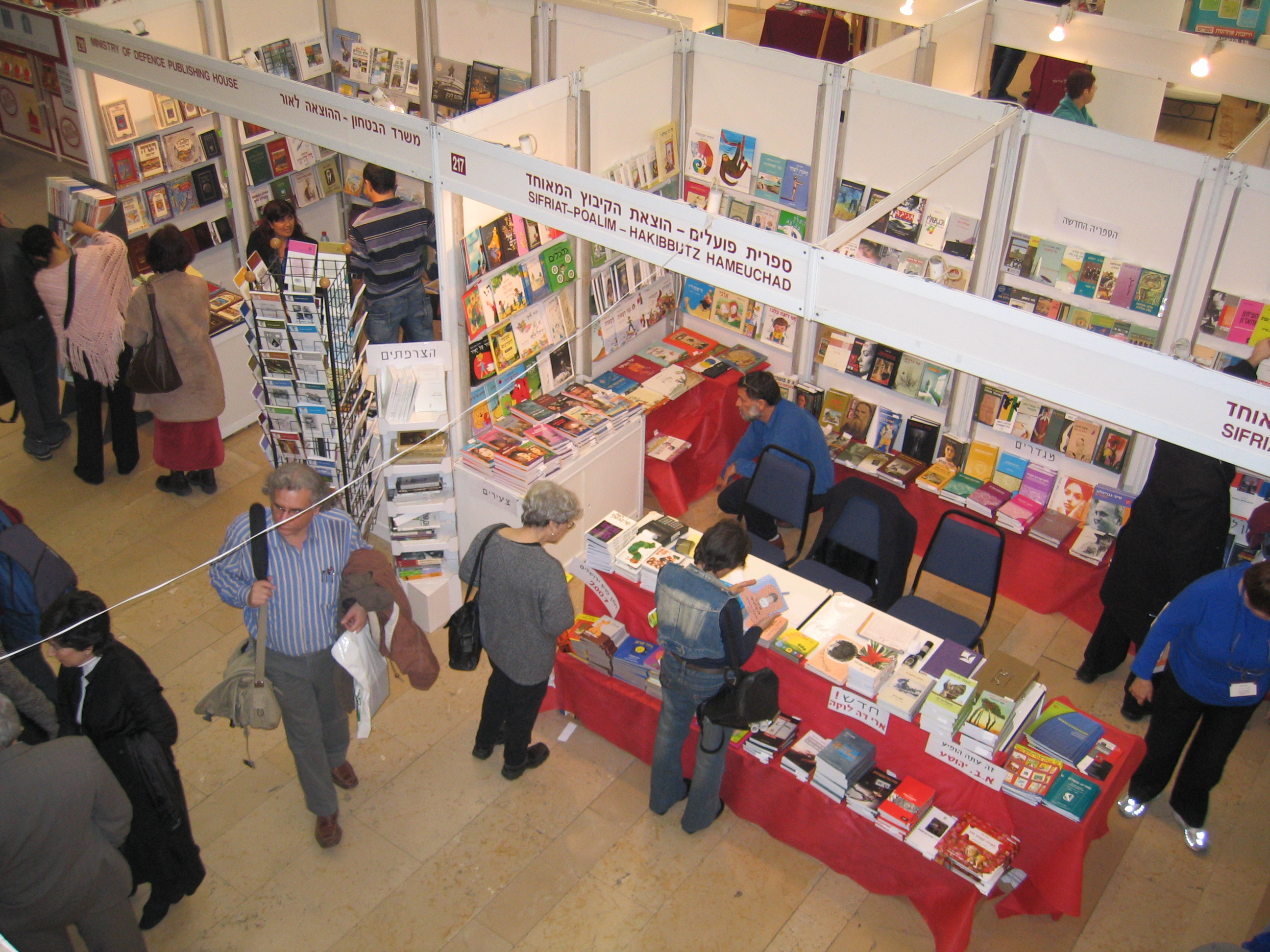
第23回ブックフェア、国際コンベンションセンター、2007年

エルサレム国際ブックフェアは1963年に始まった2年ごとにエルサレムで開催される本の見本市である。見本市では文化イベント、シンポジウム、セミナーやセレモニーが含まれている。
エルサレム国際ブックフェアは出版の分野において2007年の世界最大の見本市で、イスラエルから1,200以上の出版社と40の異なる国から参加があった。見本市はエルサレムの国際コンベンションセンターであるICCエルサレム(en)、エルサレム市当局とアリエル社の後援で開催された。見本市では世界でも大手の出版社とイスラエルの出版社が一同に集まった。エルサレム市当局、政府機関、スポンサーは見本市のために150万～230万ドル以上を投資した。これは前の見本市の予算に比べて50%の増加である。見本市では10万冊以上の様々な言語の図書が展示され、訪問者数は約10万人と見積もられている。
イベントでは社会における個人の自由の概念を反映あるいは促進する文学作品の著者にエルサレム賞が授与される。
見本市には多くの著作家が集い、一般に公開されているイベントに参加し、毎日文学カフェで行われるイベントで読者と会う。見本市は入場無料である。1985年以来、見本市を開催する事で若い作家がアイディアを出し合い、意見交換をし、出版関係者と知り合うという効果をもたらし、また著作権エージェントとも同様のプログラムがある。